# Rouské
Rouské är en ort i Tjeckien.   Den ligger i regionen Olomouc, i den östra delen av landet, 250 km öster om huvudstaden Prag. Rouské ligger 359 meter över havet och antalet invånare är 240.
Terrängen runt Rouské är varierad.Runt Rouské är det ganska tätbefolkat, med 58 invånare per kvadratkilometer. Närmaste större samhälle är Valašské Meziříčí, 13,8 km öster om Rouské. Trakten runt Rouské består till största delen av jordbruksmark.